# Hanna Eriksson (simmare, född 1999)
Hanna Eriksson, född 12 april 1999, är en svensk simmare. Hon tävlar för Jönköpings SS.

## Karriär
Eriksson utsågs 2015 till "Årets flickjunior".
År 2018 tilldelades hon Arne Borgs långdistansstipendium med motiveringen: 2018 gick Hanna från att vara en nationellt duktig simmerska till att prestera internationella tider i 50:a på samtliga distanssträckor. Hon har dessutom en förmåga att simma snabbt även på 100 och 200 frisim.